# دراکس
دراکس (به انگلیسی: drukQs)) پنجمین آلبوم استودیویی از هنرمند موسیقی الکترونیک و تهیه‌کنندهٔ بریتانیایی ریچارد دی جیمز می‌باشد که با نام هنری افکس توئین شناخته می‌شود. این آلبوم در اکتبر سال ۲۰۰۱ از سوی وارپ رکوردز منتشر گردید. دراکس یک دابل آلبوم است که سبک‌های متضاد و متنوعی را در بر می‌گیرد؛  از بیت‌های دقیقاً برنامه‌ریزی‌شده که از سبک‌های جانگل و درام اند بیس الهام گرفته‌اند، تا قطعاتی با حال و هوای پیانو کلاسیک، پیانوی دستکاری‌شده، امبینت و آثار الکتروآکوستیک. «چهاردهم آوریل» در این آلبوم قرار دارد که یکی از شناخته‌شده‌ترین آثار جیمز به شمار می‌رود.